# Element (wiskunde)
In de verzamelingenleer is een element een onderdeel van een verzameling of, meer algemeen, van een klasse. Alle elementen samen vormen de verzameling of klasse. Element is in de wiskunde een ruim begrip. De getallen die bijvoorbeeld in een matrix of in een rij staan, worden ook de elementen van die matrix of rij genoemd.

## Elementen van een verzameling
Bij een verzameling {\displaystyle A=\{1,2,3,4\}} noemt men de getallen {\displaystyle 1,2,3} en {\displaystyle 4} de elementen van verzameling {\displaystyle A}. Een groep van elementen uit {\displaystyle A}, bijvoorbeeld de verzameling {\displaystyle B=\{1,2\}} noemt men een deelverzameling van {\displaystyle A}. Een element van een verzameling kan zelf ook een verzameling zijn. Zo bestaat de verzameling {\displaystyle C=\{1,2,\{3,4\}\}} uit drie elementen, namelijk de getallen {\displaystyle 1} en {\displaystyle 2} en de verzameling {\displaystyle \{3,4\}}. De elementen van een verzameling kunnen van alles zijn. De verzameling
{\displaystyle C=\{{\mbox{rood, groen, blauw}}\}},
is bijvoorbeeld de verzameling waarvan de elementen de woorden rood, groen en blauw zijn die de overeenkomstige kleuren aanduiden.
Het aantal elementen in een verzameling wordt de kardinaliteit van die verzameling genoemd. De kardinaliteit van de bovengenoemde verzamelingen {\displaystyle A} en {\displaystyle C} is bijvoorbeeld 4 en 3. Een oneindige verzameling bevat een oneindig aantal elementen. De gegeven voorbeelden zijn voorbeelden van eindige verzamelingen. Een voorbeeld van een oneindige verzameling is de verzameling van de natuurlijke getallen {\displaystyle \mathbb {N} =\{0,1,2,3,\ldots \}}.
Twee verzamelingen zijn volgens het gelijkheidsaxioma hetzelfde dan en slechts dan als zij dezelfde elementen hebben.

## Notatie
De bewering dat {\displaystyle x} een element van de verzameling {\displaystyle A} is, wordt genoteerd als:
{\displaystyle x\in A}
Er geldt bijvoorbeeld {\displaystyle 3\in \{1,2,3,4\}}. Deze notatie met het teken {\displaystyle \in } is in 1889 door Giuseppe Peano bedacht. De ontkenning dat een element in een verzameling voorkomt: 
{\displaystyle \neg (x\in A)}
wordt aangegeven door {\displaystyle \notin }:
{\displaystyle x\notin A}
Dit betekent dat {\displaystyle x} geen element van de verzameling {\displaystyle A} is. Er geldt bijvoorbeeld {\displaystyle 7\notin \{1,2,3,4\}}. 
Omdraaien kan, maar is weinig gebruikelijk: {\displaystyle A\ni x} en {\displaystyle A\not \ni x}.

## Voorbeelden
Enkele voorbeelden:
| {\displaystyle 5\in \mathbb {N} \quad }                | 5 is een element van de natuurlijke getallen                       |
| {\displaystyle {3 \over 4}\in \mathbb {Q} \quad }      | 3/4 is een element van de verzameling rationale getallen           |
| {\displaystyle {\sqrt {2\ }}\in \mathbb {R} \quad }    | de wortel van 2 behoort tot de verzameling reële getallen          |
| {\displaystyle {\sqrt {2\ }}\notin \mathbb {Q} \quad } | de wortel van 2 behoort niet tot de verzameling rationale getallen |